# Khaltmaagiin Battulga
Khaltmaagiin Battulga (in lingua mongola: Халтмаагийн Баттулгa; Ulan Bator, 3 marzo 1963) è un politico mongolo, che ha ricoperto la carica di Presidente della Mongolia dal 10 luglio 2017 al 25 giugno 2021.